# Antisana
Stratovulkán Antisana se nachází v ekvádorské části pohoří Andy, asi 50 km jihovýchodně od hlavního města Quito. Sopka se vytvořila na starších granitových a metamorfovaných sedimentech. Na vrcholu, který je trvale zaledněný, se nacházejí dvě menší kaldery. Jediná doložená erupce se odehrála v letech 1801–1802 z parazitického kráteru na severním úpatí sopky.